# Sebastian, Florida
För andra betydelser, se Sebastian.
Sebastian är en stad (city) i Indian River County, i delstaten Florida, USA. Enligt United States Census Bureau har staden en folkmängd på 22 067 invånare (2011) och en landarea på 35,4 km².